# Château de Boulainvilliers
Pour Château de Passy, voir Château de Passy-Véron et Château de Passy-les-Tours.
Pour les articles homonymes, voir Boulainvilliers.
Le château de Boulainvilliers ou château de Passy est un ancien château situé sur la commune de Passy, aujourd'hui dans le 16e arrondissement de Paris.

## Historique

### Origines
Le village de Passy est érigé en seigneurie au XVe siècle et son château est édifié en 1381.
Claude Chahu, trésorier général des finances, et son épouse, Christine de Heurles, se rendent acquéreurs de la seigneurie de Passy le 16 février 1658, qui appartient au sieur et dame d'Argentieu. M. et Mme Chahu agrandissent la seigneurie de Passy par des achats de propriétés, de terres, vignes et carrières. Claude Chahu fait construire en 1666 l'église Notre-Dame-de-Grâce de Passy.
Claude Chahu meurt à Paris le 2 janvier 1670 et sa veuve obtient de l'archevêque de Paris, en 1672, la création d'une paroisse de Passy indépendante de celle d'Auteuil. Elle loue la maison seigneuriale et se retire dans une communauté religieuse. Christine de Heurles est morte à Paris le 20 novembre 1683 et elle lègue ses biens à l'Hôtel-Dieu de Paris. En 1684, le fief, les terres et la seigneurie de Passy sont vendus à M. de la Briffe.

### Le château de Passy

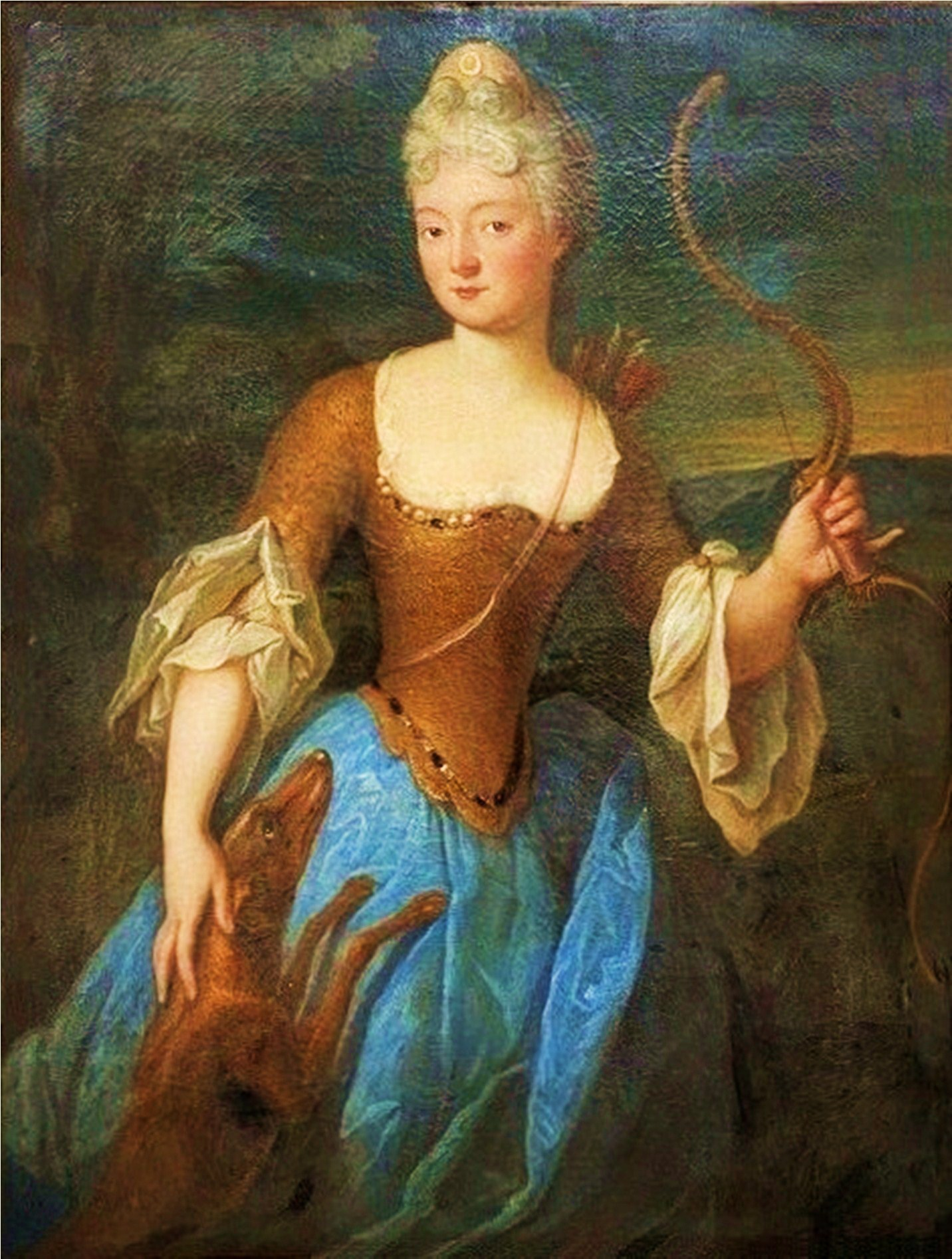
Marie Anne Armande Carton-Dancourt dite Manon Dancourt (1684-1740), Dame de la seigneurie de Passy. Elle est représentée en Diane chasseresse. Peinture anonyme, collection privée. Ancienne collection du château de Passy.

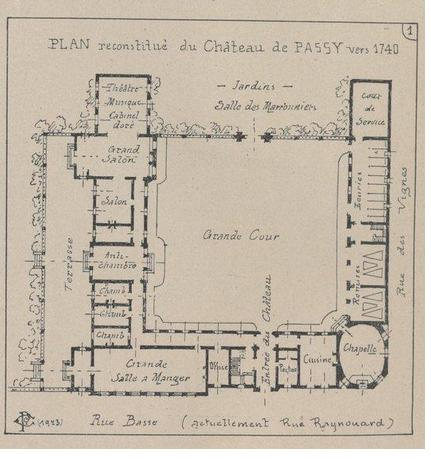
Plan reconstitué du château de Passy.

Marie Armande Carton-Dancourt, dite Manon Dancourt, veuve de Louis Guillaume de Fontaine, devient Dame de la seigneurie de Passy le 30 avril 1722 par son acquisition auprès de Jacques-Daniel de Gueutteville, seigneur d'Orsigny et grâce aux générosités du financier et amant, Samuel Bernard, qui lui donne les fonds nécessaires. Elle rend hommage de la terre et la seigneurie de Passy à la Chambre de France suivant la tradition, le 25 juin 1722. Samuel Bernard et Manon Dancourt — Madame de Fontaine — font restaurer le château par l'architecte Jules-Robert de Cotte.
Le château est bâti selon un plan en U, ouvert vers le nord-ouest. Il se trouve sur l'intersection entre les actuelles rue Raynouard et rue des Marronniers. Son côté sud-est était longé par l'actuelle rue Raynouard et son côté nord-est par l'actuelle rue des Vignes.
Le château est entouré par un grand parc. Le domaine s'étend de la Seine à l'emplacement de la maison de la Radio à l’ouest, à celui de l'avenue Mozart à l'est, et de la rue des Vignes au nord à la rue des Tombereaux, actuelle rue de l'Assomption au sud. De l'autre côté de cette rue s'étend le domaine de la Tuilerie, sur la paroisse puis commune d'Auteuil.
Manon Dancourt se sait malade et après la mort de Samuel Bernard, survenue le 18 janvier 1739, elle vend le château de Passy le 18 mars 1739 à Gabriel Bernard de Rieux, fils cadet du financier. Elle meurt l'année suivante, à Paris le 13 février 1740 d'un cancer au sein.

### Le château de Boulainvilliers
Gabriel Bernard de Rieux y réside jusqu'à sa mort, en décembre 1745 et le laisse alors à son fils, Anne Gabriel de Boulainvilliers (1724-1798), qui prend le nom de Boulainvilliers, provenant à la fois de la famille de son épouse et de celle de sa mère. C'est à lui, petit-fils de Samuel Bernard, que l'on doit les dimensions du domaine.
Il le loue en 1747, à vie, au fermier général Alexandre Le Riche de La Pouplinière, qui y mène une vie raffinée, y recevant une société d'artistes, d'écrivains et de grands seigneurs jusqu'à sa mort, en 1762. Il est l'époux de Thérèse Boutinon des Hayes, petite-fille de Florent Dancourt et fille de Marie-Anne-Michelle Carton-Dancourt.
Un théâtre ou cabinet de musique est ajouté, où Rameau dirige un orchestre. Après sa mort, Rameau est remplacé par Gossec.
Anne Gabriel Bernard de Boulainvilliers en reprend alors possession pour l'habiter à nouveau jusqu'en 1769, où il le loue à vie au duc de Penthièvre. Celui-ci l'occupe avec sa fille Marie-Adélaïde de Bourbon, jusqu'à son décès, en 1793. Sa belle-fille, la princesse de Lamballe, achète en 1783 l'hôtel voisin, qui porte encore aujourd'hui le nom d'hôtel de Lamballe.
En 1794, Anne Gabriel Bernard de Boulainvilliers vend le domaine, que la Révolution laisse intact.
En 1815, les jardins de la propriété sont particulièrement dévastés par des troupes étrangères.

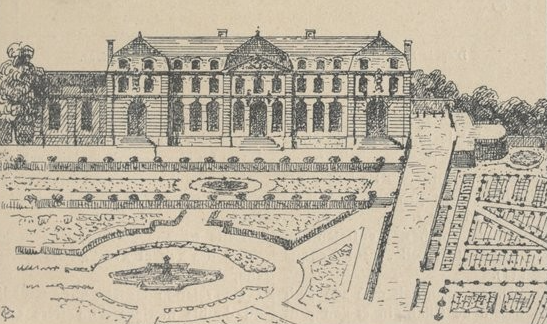
Château de Passy en 1740, côté Auteuil.
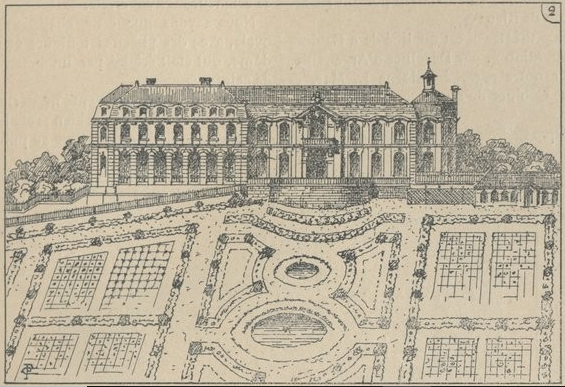
Château de Passy en 1740, côté Seine.

### Le quartier de Boulainvilliers
Le domaine est vendu le 10 mars 1825 par M. Cabal-Castel, notaire à la société Roëhn, qui ouvre des rues, créant ainsi le nouveau quartier de Boulainvilliers, et revend les terrains à des lotisseurs.
La rue du Ranelagh est ouverte à partir de 1825, la rue de Boulainvilliers en 1828, le hameau de Boulainvilliers en 1838, la rue des Marronniers de 1842 à 1849,.
L'industriel et philanthrope David Singer, ainsi que Louis Mors, célèbre constructeur automobile, en acquièrent de larges parties. Le premier est à l'origine du percement des rues Singer, Saint-Philibert, Neuve-Bois-le-Vent et de la Fontaine sur les dépendances de sa propriété, en 1836.

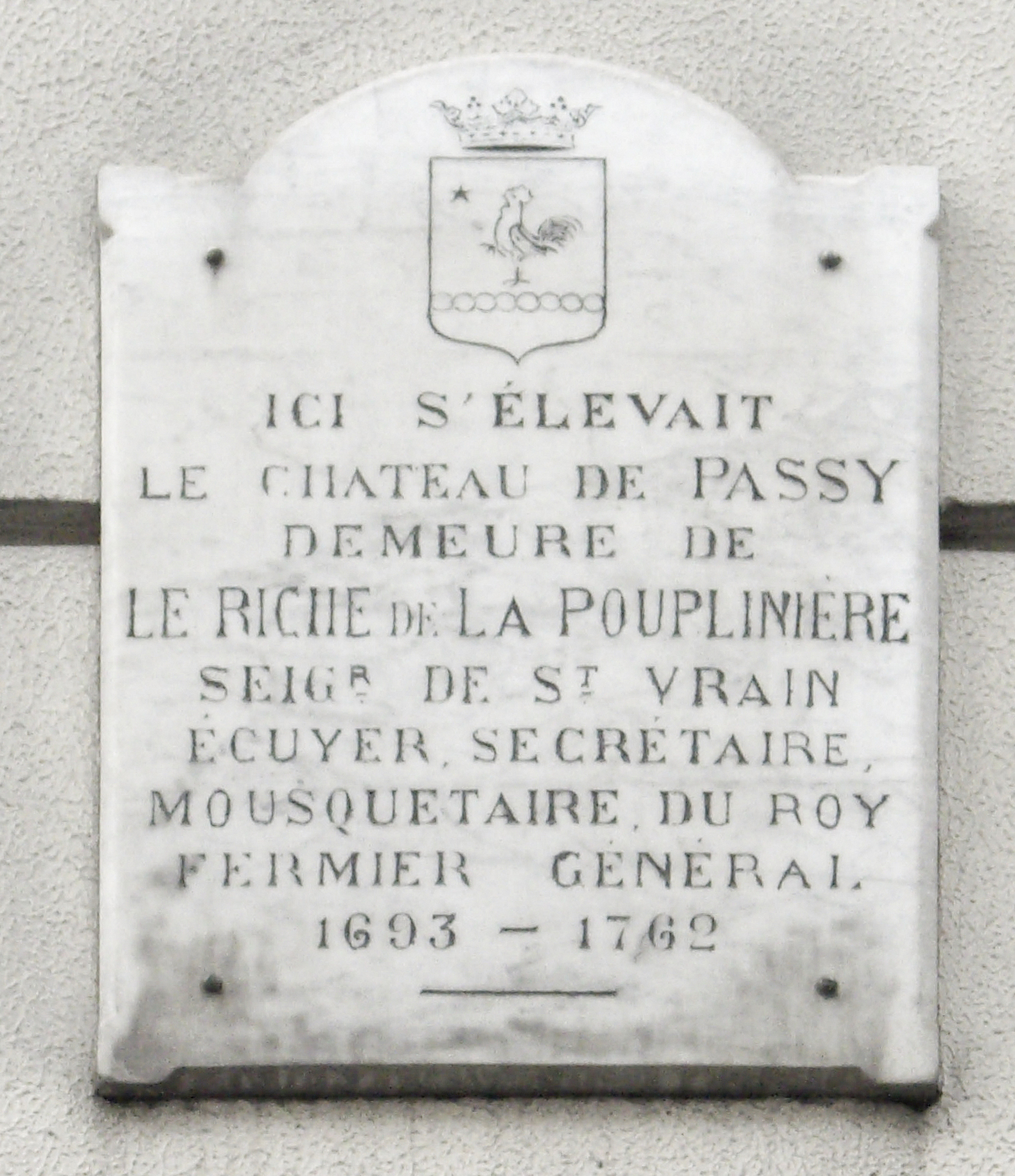
Plaque au n°2 rue des Marronniers.
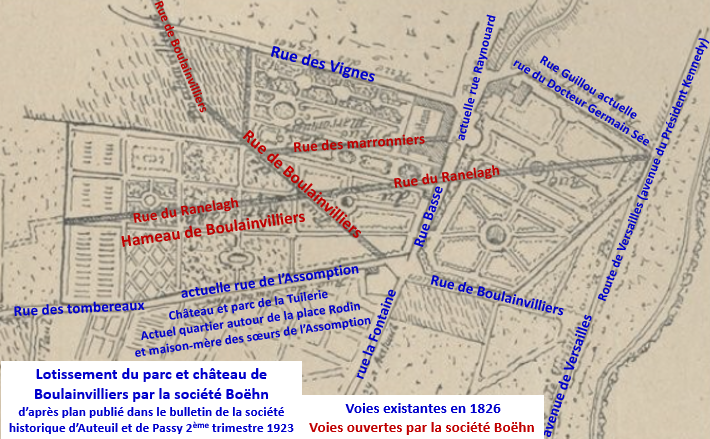
Lotissement du parc de Boulainvilliers.